# Морейра-ду-Рей
Морейра-ду-Рей (порт. Moreira do Rei)  —  район (фрегезия) в Португалии,  входит в округ Брага. Является составной частью муниципалитета  Фафе. Находится в составе крупной городской агломерации Большое Минью. По старому административному делению входил в провинцию Минью. Входит в экономико-статистический  субрегион Аве, который входит в Северный регион. Население составляет 1992 человека на 2001 год. Занимает площадь 17,42 км².
Покровителем района считается Мартин Турский (порт. São Martinho).